# Antonio Spavone
Antonio Spavone (ur. 2 czerwca 1994 roku w Naples) – włoski kierowca wyścigowy.

## Kariera
Antonio karierę rozpoczął w roku 2005, od startów w kartingu. Pod koniec sezonu 2010 zadebiutował w serii wyścigów samochodów jednomiejscowych – Formule Abarth. Włoch wystartował w sześciu wyścigach, jednakże w żadnym nie zdobył punktów.
W kolejnym roku startów Spavone został etatowym zawodnikiem serii. We włoskim cyklu Antonio sześciokrotnie sięgał po punkty, najlepszy wynik uzyskując w niedzielnym wyścigu, na torze Imola, gdzie był ósmy. W europejskiej edycji z kolei czterokrotnie mieścił się w czołowej dwunastce. Na Circuit de Catalunya otarł się o podium, plasując się na czwartej pozycji. Dzięki zdobytym został sklasyfikowany odpowiednio na 13. i 14. miejscu.
Na sezon 2012 podpisał kontrakt z ekipą Euronova Racing na starty w Światowej Serii Auto GP oraz z Trident Racing na udział w Serii GP3. w Auto GP zmienił zespół na Mobra Racing na ostatnią rundę w kalendarzu. Najlepszą jego pozycją w sezonie była 4 lokata osiągnięta w ostatnim wyścigu. Sezon zakończył na 10 pozycji w klasyfikacji końcowej. W Serii GP3 wystartował w 8 wyścigach, lecz nie zdobył punktów. Sezon zakończył na 30 lokacie.
W sezonie 2013 zdecydował się na starty w Auto GP World Series z zespołem Super Nova International. W ciągu czterech wyścigów, w których wystartował, zdołał uzbierać łącznie 22 punkty. Dały mu one ostatecznie 14. miejsce w klasyfikacji generalnej.

## Statystyki
| Sezon | Seria                              | Zespół                   | Wyścigi | Zwycięstwa | PP | NO | Podium | Punkty | Pozycja |
| ----- | ---------------------------------- | ------------------------ | ------- | ---------- | -- | -- | ------ | ------ | ------- |
| 2010  | Formula Abarth                     | Alan Racing              | 6       | 0          | 0  | 0  | 0      | 0      | 34      |
| 2011  | Formula Abarth (włoska edycja)     | JD Motorsport            | 14      | 0          | 0  | 0  | 0      | 12     | 13      |
| 2011  | Formula Abarth (europejska edycja) | JD Motorsport            | 12      | 0          | 0  | 0  | 0      | 18     | 14      |
| 2012  | Światowa Seria Auto GP             | Euronova Racing          | 2       | 0          | 0  | 0  | 0      | 41     | 10      |
| 2012  | Światowa Seria Auto GP             | Ombra Racing             | 2       | 0          | 0  | 0  | 0      | 41     | 10      |
| 2012  | Seria GP3                          | Trident Racing           | 8       | 0          | 0  | 0  | 0      | 0      | 30      |
| 2012  | Światowa Seria Auto GP             | Super Nova International | 4       | 0          | 0  | 0  | 0      | 22     | 14      |

## Wyniki w GP3
| Legenda oznaczeń w tabelach wyników Wyświetl szablon na nowej stronie | Legenda oznaczeń w tabelach wyników Wyświetl szablon na nowej stronie                                                                     |
| Oznaczenie                                                            | Wyjaśnienie |
| --------------------------------------------------------------------- | --- |
| Złoty                                                                 | Zwycięzca lub mistrzostwo |
| Srebrny                                                               | 2. miejsce lub wicemistrzostwo |
| Brązowy                                                               | 3. miejsce lub II wicemistrzostwo |
| Zielony                                                               | Ukończył, punktował (w klasyfikacji generalnej, gdy zdobył co najmniej jeden punkt na przestrzeni sezonu, poza trzema powyższymi opcjami) |
| Niebieski                                                             | Ukończył, nie punktował (w klasyfikacji generalnej, gdy nie zdobył co najmniej jednego punktu na przestrzeni sezonu)                      |
| Czerwony                                                              | Nie zakwalifikował się (NZ) |
| Czerwony                                                              | Nie prekwalifikował się (NPK) |
| Różowy                                                                | Nie ukończył (NU) |
| Różowy                                                                | Niesklasyfikowany (NS) (w klasyfikacji generalnej, gdy nie został sklasyfikowany w żadnym wyścigu sezonu)                                 |
| Czarny                                                                | Zdyskwalifikowany (DK) |
| Czarny                                                                | Wykluczony (WYK/EX) |
| Biały                                                                 | Nie wystartował (NW) |
| Biały                                                                 | Kontuzjowany (K/INJ) |
| Biały                                                                 | Wyścig odwołany (OD/C) |
| Bez koloru                                                            | Został wycofany (WYC/WD) |
| Bez koloru                                                            | Nie przybył (NP/DNA) |
| Bez koloru                                                            | Nie brał udziału w treningach (NT/DNP) |
| Bez koloru                                                            | Nie został zgłoszony (–) |
| Pogrubienie                                                           | Start z pole position |
| Kursywa                                                               | Najszybsze okrążenie wyścigu |
| †                                                                     | Nie ukończył, ale jego rezultat został zaliczony ze względu na przejechanie więcej niż 90% dystansu wyścigu.                              |
| *                                                                     | Sezon w trakcie |
| 1/2/3                                                                 | Punktowana pozycja w sprincie kwalifikacyjnym                                                                                             |
| Lista systemów punktacji Formuły 1                                    | |

| Rok  | Zespół         | Wyniki w poszczególnych eliminacjach | Wyniki w poszczególnych eliminacjach | Wyniki w poszczególnych eliminacjach | Wyniki w poszczególnych eliminacjach | Wyniki w poszczególnych eliminacjach | Wyniki w poszczególnych eliminacjach | Wyniki w poszczególnych eliminacjach | Wyniki w poszczególnych eliminacjach | Wyniki w poszczególnych eliminacjach | Wyniki w poszczególnych eliminacjach | Wyniki w poszczególnych eliminacjach | Wyniki w poszczególnych eliminacjach | Wyniki w poszczególnych eliminacjach | Wyniki w poszczególnych eliminacjach | Wyniki w poszczególnych eliminacjach | Wyniki w poszczególnych eliminacjach | Punkty | Pozycja |
| ---- | -------------- | ------------------------------------ | ------------------------------------ | ------------------------------------ | ------------------------------------ | ------------------------------------ | ------------------------------------ | ------------------------------------ | ------------------------------------ | ------------------------------------ | ------------------------------------ | ------------------------------------ | ------------------------------------ | ------------------------------------ | ------------------------------------ | ------------------------------------ | ------------------------------------ | ------ | ------- |
| 2012 | Trident Racing | ESP                                  | ESP                                  | MON                                  | MON                                  | VAL                                  | VAL                                  | GBR                                  | GBR                                  | DEU                                  | DEU                                  | HUN                                  | HUN                                  | BEL                                  | BEL                                  | ITA                                  | ITA                                  | 0      | 30      |
| 2012 | Trident Racing | 17                                   | NU                                   | 20                                   | 14                                   | NU                                   | 17                                   | 21                                   | 19                                   | -                                    | -                                    | -                                    | -                                    | -                                    | -                                    | -                                    | -                                    | 0      | 30      |